# Pholidophorus
A Pholidophorus a csontos halak (Osteichthyes) főosztályának a sugarasúszójú halak (Actinopterygii) osztályába, ezen belül a Pachycormiformes rendjébe és a Pholidophoridae családjába tartozó fosszilis nem.

## Tudnivalók
A Pholidophorus egy kihalt sugarasúszójú halnem, amely a triász és a jura korokban élt, Afrika, Európa és Dél-Amerika területein. A hal körülbelül 40 centiméter hosszú lehetett, és az első valódi csontos halak közé tartozott.
A Pholidophorusnak nagy szemei voltak, és valószínűleg gyors úszó ragadozó volt. Tápláléka planktonikus rákokból állt. E hal gyomrában más csontos halakat is találtak. Mivel a Pholidophorus egy nagyon korai csontoshal volt, gerincét csak kis mértékben alkotta csont, a többi porcokból tevődött össze. A pikkelyei zománcosak voltak.
T. S. Kemp szerint a jura korból származó egyetlen fajt, a Pholidophorus bechii tekinthetünk valamennyi élő és fosszilis csontos hal testvércsoportjának.

## Rendszerezés
- Pholidophorus australis
- Pholidophorus latiusculus
- Pholidophorus granulatus

## Fordítás
- Ez a szócikk részben vagy egészben  a   Pholidophorus című angol Wikipédia-szócikk ezen változatának fordításán alapul.  Az eredeti cikk szerkesztőit annak laptörténete sorolja fel. Ez a jelzés csupán a megfogalmazás eredetét és a szerzői jogokat jelzi, nem szolgál a cikkben szereplő információk forrásmegjelöléseként.